# Pantopipetta gracilis
Pantopipetta gracilis là một loài nhện biển trong họ Austrodecidae. Loài này thuộc chi Pantopipetta. Pantopipetta gracilis được miêu tả khoa học năm 1993 bởi Turpaeva.